# Промотор
Промо́тор (англ. promoter) — последовательность нуклеотидов ДНК, узнаваемая РНК-полимеразой как стартовая площадка для начала транскрипции. Промотор играет одну из ключевых ролей в процессе инициации транскрипции.

## Общие сведения
Обычно промотор расположен вокруг точки старта транскрипции – первого нуклеотида, с которого получается транскрипт, имеющий координату +1 (предыдущий нуклеотид обозначается как -1). Промотор обычно включает ряд мотивов, важных для узнавания его РНК-полимеразой. В частности, -10 и -35 элементы у бактерий, ТАТА-бокс у эукариот.
Промотор асимметричен, что позволяет РНК-полимеразе начать транскрипцию в правильном направлении и указывает на то, какая из двух цепей ДНК будет служить матрицей для синтеза РНК. Матричная цепь ДНК называется некодирующей, при этом другая, кодирующая цепь совпадает с полученной РНК по последовательности (исключая замену тимина на урацил).
То, под каким промотором находится кодирующий РНК участок ДНК, играет решающую роль в интенсивности экспрессии этого гена в каждом конкретном типе клеток. По активности промоторы делят на конститутивные (постоянный уровень транскрипции) и индуцибельные (транскрипция зависит от условий в клетке, например от присутствия определённых веществ или наличия теплового шока). Активация промотора определяется присутствием набора транскрипционных факторов.

## Устройство промоторов

### У бактерий
Коровая РНК-полимераза бактерий (состоящая из субъединиц α2ββ'ω) может инициировать транскрипцию в любом месте генома. Однако, в клетке инициация происходит только в промоторных участках. Такая специфичность обеспечивается σ-субъединицей (σ-фактор), которая в комплексе с коровым ферментом образует холофермент. Основным σ-фактором клеток Escherichia coli является σ70-субъединица.
Классический (σ70) промотор представляет собой две консервативные последовательности длиной по 6 нуклеотидов, расположенные выше сайта начала транскрипции на 10 и 35 п.о., разделённые 17 нуклеотидами. Эти последовательности называются соответственно -10 и -35 элементами. Элементы не идентичны во всех промоторах, но для них можно получить консенсусные последовательности.
Некоторые сильные промоторы также имеют UP-элемент, расположенный выше -35-элемента, который повышает уровень связывания РНК-полимеразы. Некоторые σ70 промоторы не имеют -35-элемента, зато имеют -10-элемент, расширенный вверх на несколько нуклеотидов (extended -10). Таков промотор галактозного оперона E.coli. Иногда ниже -10-элемента располагается ещё один связывающий элемент – дискриминатор.
Альтернативные σ-субъединицы РНК-полимеразы меняют специфичность узнавания промоторов. Например, σ32-субъединица вызывает узнавание промоторов генов ответа на тепловой шок, σ54 связана с генами метаболизма азота.

### У эукариот
Клетки эукариот содержат несколько типов РНК-полимераз. Транскрипцией мРНК занимается РНК-полимераза II вместе с набором белковых факторов транскрипции.
Коровый промотор эукариот – это минимальный набор элементов последовательности, необходимый для связывания РНК-полимеразы II и транскрипционных факторов, вовлечённых в процесс старта инициации транскрипции. Обычно длина корового промотора составляет 40-60 п.о., а располагаться он может или выше, или ниже точки старта транскрипции. Полный набор элементов корового промотора включает в себя BRE-элемент, ТАТА-бокс, Inr (инициатор) и/или нижележащие элементы (DPE, DCE и MTE). Обычно, в промоторе находится комбинация из этих элементов. Например, в одном промоторе обычно не встречаются DPE и TATA-бокс одновременно. Часто встречается комбинация TATA-бокса, DPE и Inr.
| Элемент промотора | Связываемый белок | Координаты | Консенсусная последовательность |
| ----------------- | ----------------- | ---------- | ------------------------------- |
| BRE-элемент       | TFIIB             | -37 -32    | [GC][GC][GA]CGCCC               |
| ТАТА-бокс         | TBP               | -31 -26    | TATA[AT]A[AT]                   |
| Inr               | TFIID             | -2 +4      | [CT][CT]AN[TA][CT][CT]          |
| DCEI              | TFIID             | +6 +11     | CTTC                            |
| DCEII             | TFIID             | +16 +21    | CTGT                            |
| MTE               | TFIID             | +21 +28    |                                 |
| DPE               | TFIID             | +28 +32    | [AG]G[AT]CGTG                   |
| DCEIII            | TFIID             | +30 +34    | AGC                             |

Также для протекания транскрипции эукариот необходимо взаимодействие с регуляторными последовательностями, расположенными от точки старта транскрипции, – проксимальными последовательностями, энхансерами, сайленсерами, инсуляторами, пограничными элементами.
В эукариотических клетках кроме РНК-полимеразы II есть еще две РНК-полимеразы, транскрибирующие рРНК (за это ответственна РНК-полимераза I) и такие некодирующие РНК как тРНК и 5sРНК (их транскрибируют РНК-полимераза III).
РНК-полимераза I в клетках эукариот транскрибирует единственный ген-предшественник рРНК, присутствующий в геноме во многих копиях. Промотор гена рРНК содержит коровые элементы (координаты около -45 +20) и UCE (upstream control element, координаты около -150 -100). Инициация транскрипции этого гена также требует несколько факторов транскрипции – TBP, SL1 (состоит из белков TBP и трех TAF) и UBF. UBF связывает UCE-элемент, SF1 – коровый промотор. Связанный UBF стимулирует связывание полимеразы с участком корового промотора.
РНК-полимераза III транскрибирует гены некоторых некодирующих РНК клетки (тРНК, 5sРНК). Промоторы РНК-полимеразы III очень разнообразны и обычно лежат ниже точки старта транскрипции. Промоторы генов тРНК, в частности, содержат A- и B-боксы, для инициации требуются факторы транскрипции TFIIIB и TFIIIC. Другие промоторы могут содержать A- и C-боксы (например 5sРНК), для инициации требуются факторы транскрипции TFIIIA, TFIIIB, TFIIIC. Группа промоторов РНК-полимеразы III содержит ТАТА-боксы.

## Регуляция промоторов
Механизмы регуляции промотора значительно различаются у эукариот и прокариот из-за различий в клеточной сложности и организации генома. Так, регуляция уровня транскрипции часто происходит на стадии инициации, то есть от связывания РНК-полимеразы с промотором до начала элонгации.
- Связывание РНК-полимеразы с промотором может блокироваться белком-репрессором, физически закрывающим промотор или его участок;
- Полимераза может нуждаться в дополнительном белке-активаторе для успешного связывания;
- Участок хроматина с промотором может быть недоступен для белков, в том числе полимеразы, при компактной упаковке, например, гетерохроматин у эукариот.

Промоторный участок в пределах оперона у бактерий может частично перекрываться или вовсе не перекрываться с операторным участком цистрона (гена).
У бактерий связывание с промотором определяется структурной частью полимеразы – σ-субъединицей. Также часто в регуляции участвуют белки-регуляторы, которые могут ускорять процесс и повышать его эффективность (активаторы), либо замедлять (репрессоры).
Транскрипция эукариот регулируется схожим с бактериями образом (за счет различных белков-регуляторов), но также имеет отличия. 
Гены эукариот не образуют оперонов, каждый ген обладает своим промотором. Эукариоты обладают хроматином, состоящим из ДНК и нуклеосом. И ДНК, и нуклеосомы могут подвергаться химической модификации, которая влияет на уровень транскрипции. Также, в регуляции промоторов у эукариот участвуют другие участки ДНК, такие как энхансеры, сайленсеры, инсуляторы, граничные элементы.
| Признак                          | Промоторы прокариот                 | Промоторы эукариот                                              |
| -------------------------------- | ----------------------------------- | --------------------------------------------------------------- |
| Положение регуляторного элемента | Близко к TSS                        | Может быть в сотнях пар оснований вверх/вниз по течению         |
| Доступ хроматина                 | ДНК без нуклеосом ("голая")         | ДНК упакована в нуклеосомы, требующие ремоделирования хроматина |
| Сложность регуляции              | Простая регуляция на основе оперона | Регуляция комплексная, с несколькими уровнями контроля          |
| Структурные особенности          | Жесткая ДНК около TSS               | ДНК более "гибкая" выше по течению от TSS                       |

## Примеры промоторов
Последовательности и особенности регуляции многих промоторов из разных живых организмов сейчас хорошо изучены. Эти знания широко применяются при создании биоинженерных генетических конструкций (плазмид, векторов). Для экспрессии продукта в клетках бактерий или эукариот может быть использован как промотор, характерный для этой группы организмов, найденный в геноме, так и промотор, например, из вирусов, которые заражают данный организм.
Классическими примерами бактериальных оперонов с известной регуляцией промоторов прокариот являются: лактозный промотор, триптофановый промотор, арабинозный промотор, ГАМК-оперон
, галактозный оперон. Хорошо изученными промоторами эукариотических клеток являются GAL1 промотор у дрожжей, индуцибельный тетрациклиновый промотор TRE и индуцибельный эдкизоновый промотор. В вирусном геноме так же как и в про- и эукариотическом есть промоторы, например промотор фага T5, промотор фага T7, конститутивные промоторы вирусов SV40 (вирус полиомы), RSV, CMV (цитомегаловирус).

## Предсказание промоторного региона
Зачастую алгоритмы предсказания промоторов выдают большое количество ложноположительных результатов (предсказывают последовательности промоторов, которые таковыми не являются). Например, в среднем, различные алгоритмы предсказывают один промотор на 1000 п.о., в то время как человеческий геном содержит примерно один ген на 30000—40000 п. о. Такой результат связан с тем, что при предсказании промоторов необходимо учитывать множество факторов: 
- Разнообразное устройство промоторов;
- Связывание промоторов с регуляторными элементами (проксимальные элементы, энхансеры, сайленсеры) генома;
- Влияние CpG-островов у эукариот (неметилированные CpG-острова зачастую располагаются немного выше сайта старта транскрипции у эукариот);
- Влияние инсуляторов и граничных условий (границы доменов хромосом);
- Укладка ДНК и расположение нуклеосом в пространстве.

Несмотря на сложности описанные выше, существует множество алгоритмов предсказания промоторных регионов в различных организмах. В таблице ниже приведены некоторые из них.
| Название алгоритма | Принцип работы алгоритма | Что предсказывает алгоритм                                                     |
| ------------------ | --- | ------------------------------------------------------------------------------ |
| TSSW               | Алгоритм предсказывает потенциальные сайты начала транскрипции с помощью линейной дискриминантной функции, объединяющей характеристики, описывающие функциональные мотивы и олигонуклеотидный состав этих сайтов. TSSW использует базу данных функциональных сайтов TRANSFAC (автор базы данных — E. Wingender, отсюда последняя буква в названии метода TSSW). | PolII промоторный регион человека.                                             |
| TSSG/Fprom         | Алгоритм TSSG работает так же, как и TSSW, однако использует другую базу данных, TFD. Fprom — тот же TSSG, натренированный на другом наборе последовательностей промоторов. | TSSG — PolII промоторный регион человека, Fprom — промоторный регион человека. |
| TSSP               | Алгоритм работает так же, как и TSSW, использует базу данных регуляторных элементов растений RegSite. При этом алгоритм натренирован на последовательностях промоторных регионов растений. | Промоторный регион растений.                                                   |
| PePPER             | Алгоритм предсказывает промоторный регион основываясь на курируемых позиционной весовой матрице и скрытой марковской модели для -35 и -10 консенсусных последовательностей, а также различных сайтов связывания Bacillus subtilis и Escherichia coli (взяты как представители грамположительных и грамотрицательных бактерий соответственно).                   | Промоторный регион прокариот (подходит в основном для бактериальных геномов).  |
| PromoterInspector  | Эвристический алгоритм основывается на геномном окружении промоторной области выборки последовательностей млекопитающих. | PolII промоторный регион млекопитающих.                                        |
| BPROM              | Алгоритм работает так же, как и TSSW, использует базу данных функциональных сайтов DPInteract. | σ70 промоторный регион E.coli.                                                 |
| NNPP 2.2           | Программа представляет собой нейронную сеть с запаздыванием, которая состоит из двух функциональных слоев, один — для распознавания TATA-бокса и один — для распознавания Inr-элемента. | Промоторный регион эукариот и прокариот.                                       |
| G4PromFinder       | Алгоритм идентифицирует предполагаемые промоторы на основе AT-богатых элементов и G-квадруплексных ДНК-мотивов в GC-богатом регионе. | Промоторный регион бактерий.                                                   |

С ростом количества предсказанных, экспериментально показанных промоторных регионов различных организмов возникла необходимость создания базы данных промоторных последовательностей. Крупнейшей базой данных эукариотических последовательностей промоторов (в основном позвоночные организмы) является Eukaryotic Promoter Database. База данных подразделяется на две части. Первая (EPD) — это курируемая коллекция последовательностей промоторов, полученная при помощи обработки экспериментальных данных, вторая (EPDnew) — результат слияния информации о промоторах из базы данных EPD с анализом данных методов высокопроизводительного секвенирования. При помощи высокопроизводительных методов получения транскриптомов, удалось получить набор промоторов для некоторых представителей растений и грибов: Arabidopsis thaliana (Резуховидка Таля), Zea mays (Кукуруза сахарная), Saccharomyces cerevisiae, Schizosaccharomyces pombe.